# Flugplatz Stade

i7
i11
i13
Der Flugplatz Stade (ICAO-Code: EDHS) ist ein Sonderlandeplatz bei Stade. Seine ICAO-Kennung lautet EDHS. Der Flugplatz Stade ist Heimat des Luftsportvereins Günther Groenhoff e. V. Stade. Dort werden Segelflug, Motorflug und Modellflug aktiv betrieben.
Der Flugplatz liegt 19 Meter über NN und hat eine asphaltierte (Untergrund: Beton) Start- und Landebahn – die 10 bzw. 28 mit einer Länge von 650 Metern und einer Breite von 15 Metern. Der Flugbetrieb findet zumeist am Wochenende statt, es gibt wenige kommerzielle Flüge.

## Geschichte

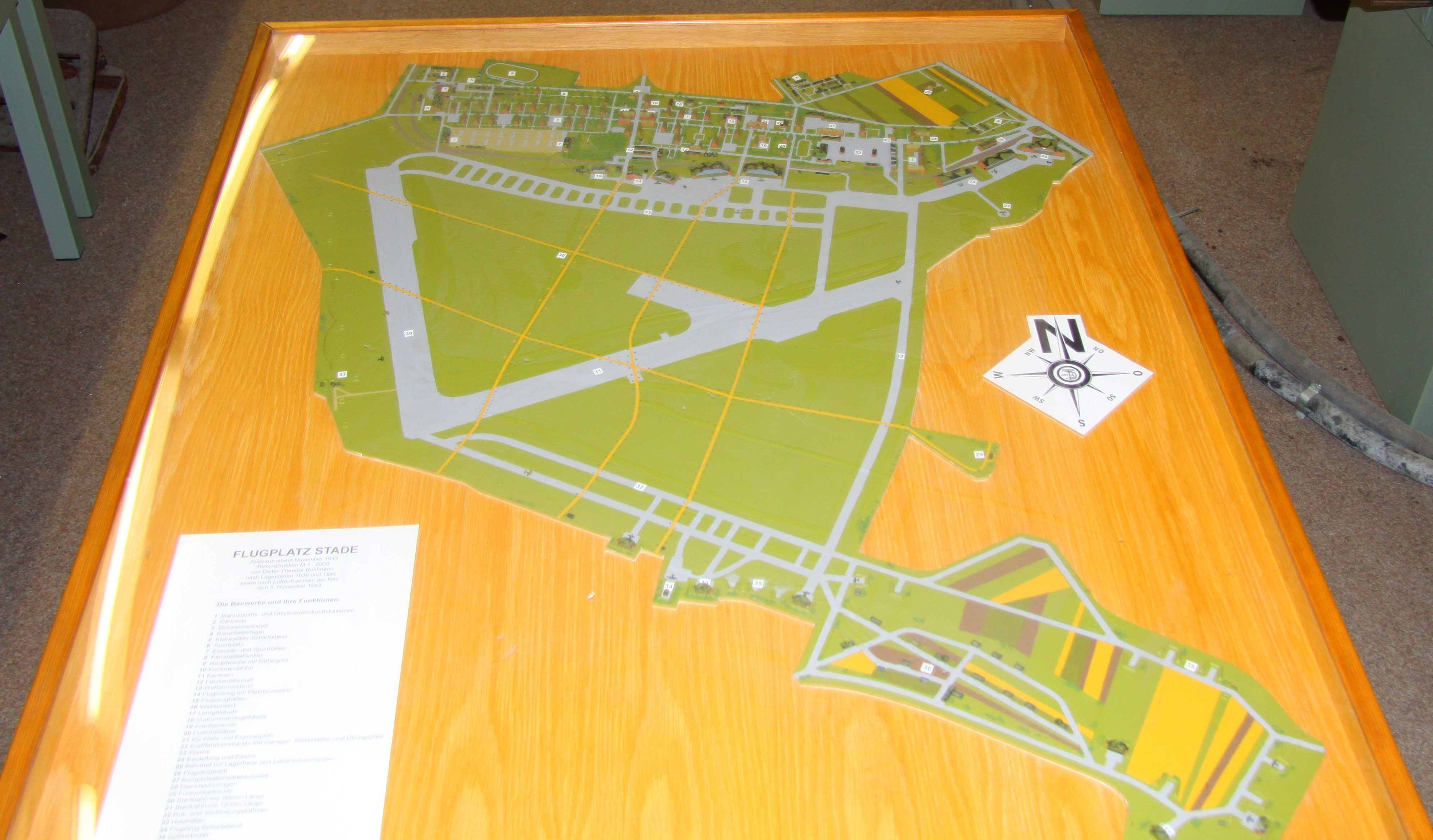
Diorama des Weltkriegs-Fliegerhorstes

Die Geschichte der Fliegerei in Stade reicht bis in die 1930er Jahre zurück, als im Rahmen der Aufrüstung Nazi-Deutschlands im Südosten Stades, nordöstlich des heutigen Standortes, ein Fliegerhorst der Luftwaffe inklusive einer Luftwerft entstand. Von Juli 1940 bis Februar 1942 führte der Jagdfliegerführer 1 die unterstellten Jagdfliegerführer Deutsche Bucht, Jagdfliegerführer Holland-Ruhrgebiet und Jagdfliegerführer Berlin von hier aus.
Nach Kriegsende nutzten die Briten den von ihnen als Airfield B-162 bezeichneten Platz im Unterschied zu einer Reihe anderer Flugplätze in Niedersachsen nicht weiter.
Die fliegerische Nachnutzung des südlichen Teils des Geländes nach Kriegsende reicht bis ins Jahr 1947 zurück. Damals entstand, bundesweit als eine der ersten ihrer Art, die Modellflugvereinigung Stade. Diese wurde von ansässigen Luftsportlern gegründet und von der britischen Militärregierung genehmigt. Der Modellflug wurde schließlich erst zwei Jahre später, am 19. August von der Hohen Alliierten Kommission zugelassen.
Nachdem am 14. März 1950 die Gründung eines Vereins beschlossen wurde, setzte man die Pläne im Mai 1950 schließlich in die Tat um. Am 28. August desselben Jahres wurde der Zusammenschluss in "Ortsgruppe Stade" des Deutschen Aero-Clubs umbenannt. Die damalige Mitgliederzahl lag bei 28 Luftsportinteressierten. Bereits am 6. November gab man der Ortsgruppe einen neuen Namen – "Günther Groenhoff" Stade.
Der Segelflug war jedoch noch durch das Kontrollratsgesetz verboten. Erst am 28. April 1951 erlaubte die Hohe Alliierte Kommission wieder den Segelflug und man begann sofort mit dem Bau des ersten eigenen Segelflugzeugs.
Der überwiegende Teil des ehemaligen Fliegerhorstes wurde nach 1945 nicht mehr fliegerisch genutzt, gleichwohl wurde ein Teil durch die Bundeswehr als Von-Goeben-Kaserne weiterhin lange Zeit militärisch genutzt. Eine Verbindung zur Luftfahrt blieb jedoch auch im nordöstlichen Bereich erhalten, die Firma Airbus nutzt nach wie vor eine Halle der früheren Luftwerft und unterhält auf ihrem Gelände einen Hubschrauberlandeplatz.